# Calcogenuri

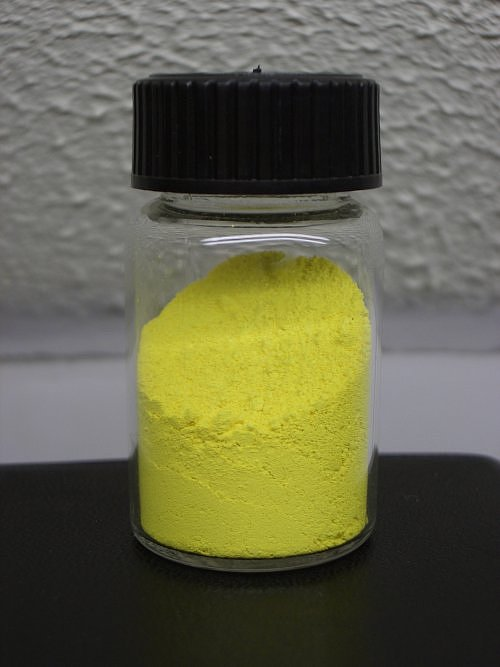
Il solfuro di cadmio, un tipico calcogenuro metallico, viene usato come pigmento giallo.

Un calcogenuro è un composto chimico comprendente almeno un anione calcogeno e almeno un elemento elettropositivo. Benché tutti gli elementi del gruppo 16 siano chiamati calcogeni, il termine calcogenuro è di solito riservato a solfuri, seleniuri e tellururi, e non agli ossidi. I metalli sono presenti come calcogenuri in molti minerali. In xerografia si usano vetri fotoconduttori contenenti calcogenuri. Vari pigmenti e catalizzatori sono basati su calcogenuri. Un comune lubrificante solido è il calcogenuro metallico MoS2.

## Calcogenuri dei metalli alcalini e alcalino terrosi
I monocalcogenuri dei metalli alcalini e dei alcalino terrosi sono composti salini, incolori e spesso solubili in acqua. I solfuri tendono a dare idrolisi per formare derivati che contengono anioni SH-. I calcogenuri dei metalli alcalini cristallizzano spesso con la struttura tipo antifluorite, mentre quelli alcalino terrosi con la struttura tipo cloruro di sodio.

## Calcogenuri dei metalli di transizione
I calcogenuri dei metalli di transizione possono possedere una varietà di stechiometrie e strutture. I più comuni e più importanti dal punto di vista tecnologico sono i calcogenuri con stechiometrie semplici, con rapporti metallo/calcogenuro 1:1 e 1:2. Casi estremi sono esemplificati da fasi molto ricche in metallo, come Ta2S, dove sono presenti estesi legami metallo-metallo, e composti ricchi in calcogeno come Re2S7 dove sono presenti estesi legami calcogeno-calcogeno.
Nel classificare questi materiali lo ione calcogenuro è spesso visto come un dianione, cioè come S2–, Se2– o Te2–, ma in realtà i calcogenuri dei metalli di transizione sono specie molto covalenti, e non ioniche, come indicato dalle loro proprietà di semiconduttori.

### Monocalcogenuri

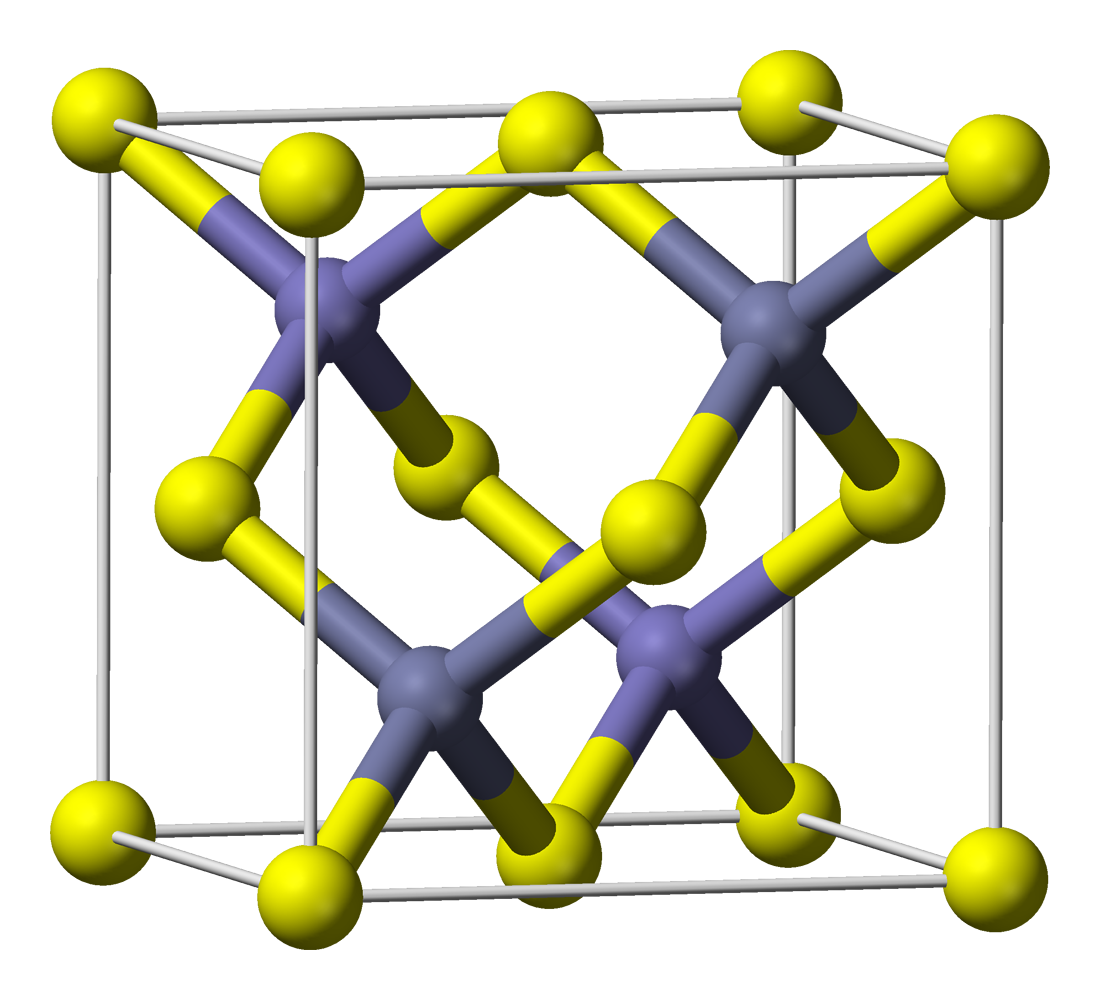
La struttura della sfalerite (ZnS) è comune per molti monocalcogenuri metallici.

A questa categoria appartengono vari pigmenti, tra i quali il solfuro di cadmio, nonché molti dei minerali importanti per l'estrazione di metalli. I monocalcogenuri metallici hanno formula generale MQ, dove M è un metallo di transizione e Q è S, Se o Te. Nella maggior parte dei casi questi composti cristallizzano in una delle tre strutture seguenti. La prima struttura è quella tipo blenda di zinco o sfalerite, dove l'impacchettamento degli anioni solfuro ha simmetria cubica e gli ioni Zn2+ occupano metà dei siti tetraedrici; ne risulta un reticolo diamantoide. La seconda struttura alternativa è quella tipo wurtzite, dove la connettività degli atomi è simile (tetraedrica) ma la simmetria del cristallo è esagonale. La terza struttura è quella tipo 
arseniuro di nichel dove metallo e calcogenuro hanno rispettivamente coordinazione ottaedrica e prismatica trigonale. Sono inoltre possibili casi di composti non stechiometrici.

### Dicalcogenuri
I dicalcogenuri dei metalli di transizione hanno formula generale MQ2, dove M è un metallo di transizione e Q è S, Se o Te. I membri più importanti sono i disolfuri, composti neri diamagnetici, insolubili in tutti i solventi, con proprietà di semiconduttori. Dal punto di vista elettronico in genere si considerano derivati di cationi M4+, dove M4+ può essere Ti4+ (configurazione d0), V4+ (configurazione d1) o Mo4+ (configurazione d2). Il disolfuro di titanio è stato studiato come possibile catodo per batterie ricaricabili, sfruttando la sua capacità di farsi intercalare reversibilmente dal litio. Il disolfuro di molibdeno MoS2 è contenuto nella molibdenite, principale minerale del molibdeno; è usato come lubrificante solido e come catalizzatore di desolforazione.

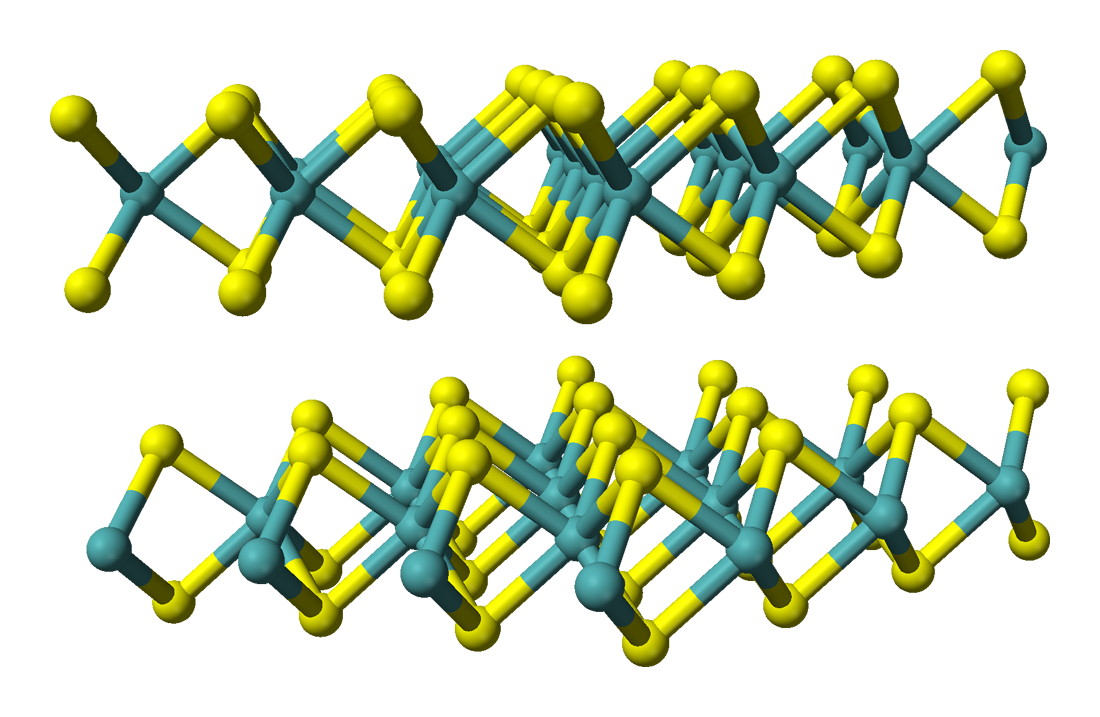
La struttura a strati di MoS_{2}, il più comune dicalcogenuro metallico.

In genere i dicalcogenuri dei metalli di transizione adottano strutture a strati tipo ioduro di cadmio oppure tipo disolfuro di molibdeno. Nella struttura tipo CdI2 i metalli hanno coordinazione ottaedrica. Nella struttura tipo MoS2, che non si osserva nel caso degli alogenuri, i metalli hanno coordinazione trigonale prismatica. In queste strutture il legame metallo-calcogeno è forte, mentre il legame calcogeno-calcogeno tra uno strato e l'altro è debole. Per questa ragione questi materiali si prestano a processi di intercalazione con metalli alcalini; il processo è accompagnato da trasferimento di carica, con riduzione a M(III) dei centri M(IV).

#### Pirite e solfuri correlati

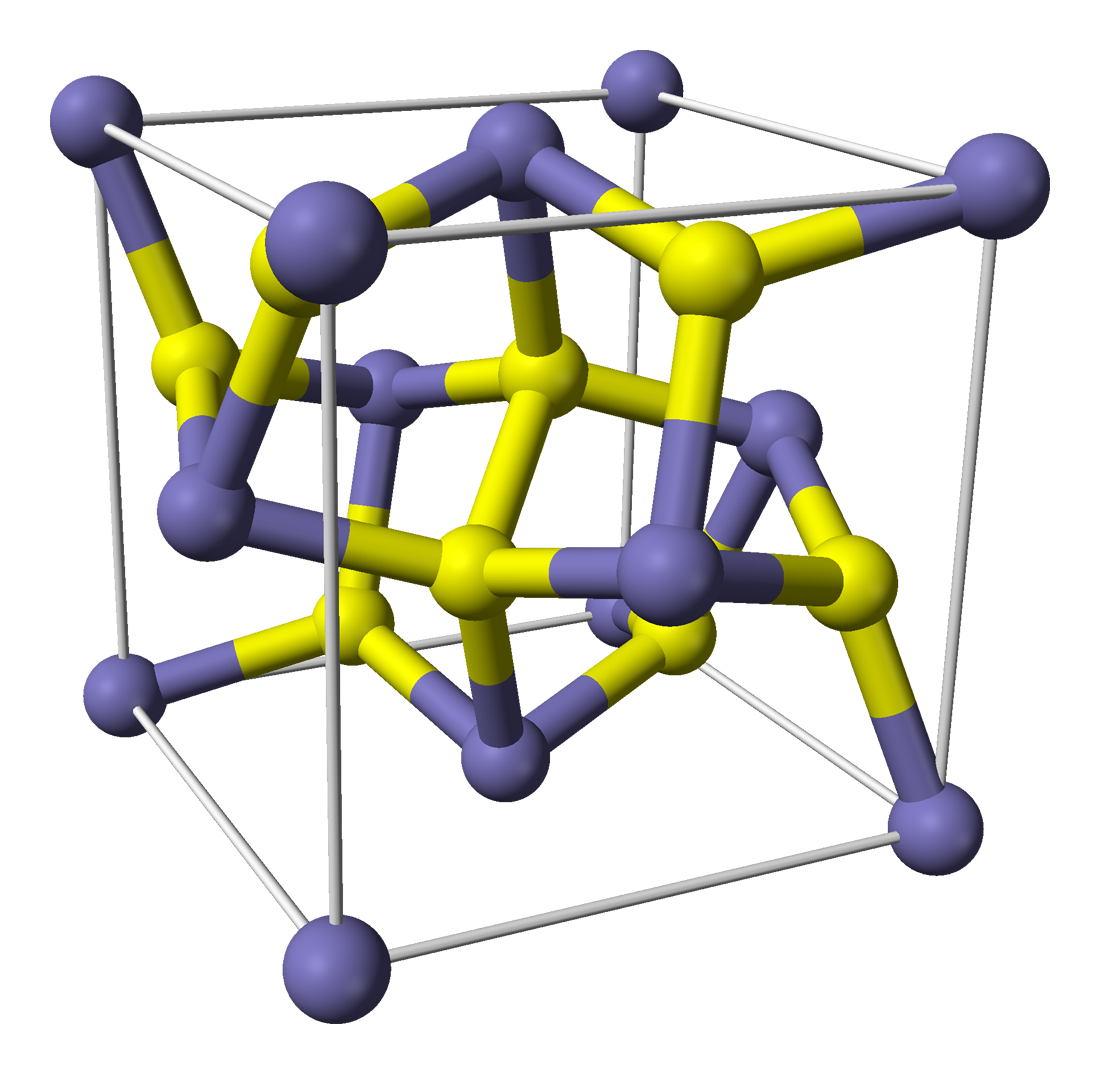
Cella elementare di pirite, FeS_{2}.

A differenza degli altri dicalcogenuri metallici sopracitati, si considera che il comune minerale pirite contenga cationi Fe2+ e anioni disolfuro(2–), S22–. La struttura di FeS2 può essere tipo pirite o marcasite. Disolfuri nella parte destra del blocco d (Mn, Fe, Co, Ni) adottano solo la struttura tipo pirite, mentre quelli della parte sinistra del blocco d (V, Ti, Mo, W) si considerano costituiti da cationi M4+ e anioni S2–.

### Tricalcogenuri
Vari metalli, specie della parte sinistra del blocco d (Gruppi del Ti, V, Cr e Mn) formano anche tricalcogenuri. Si considera di solito che questi materiali possano essere descritti come M4+(Q22–)(Q2–), dove Q = S, Se, Te. Un esempio ben noto è il triseleniuro di niobio, NbSe3. Un altro esempio è il MoS3, composto amorfo prodotto trattando lo ione [MoS4]2– con acido:
MoS42–  +  2H+   →   MoS3  +  H2S

## Calcogenuri dei gruppi principali

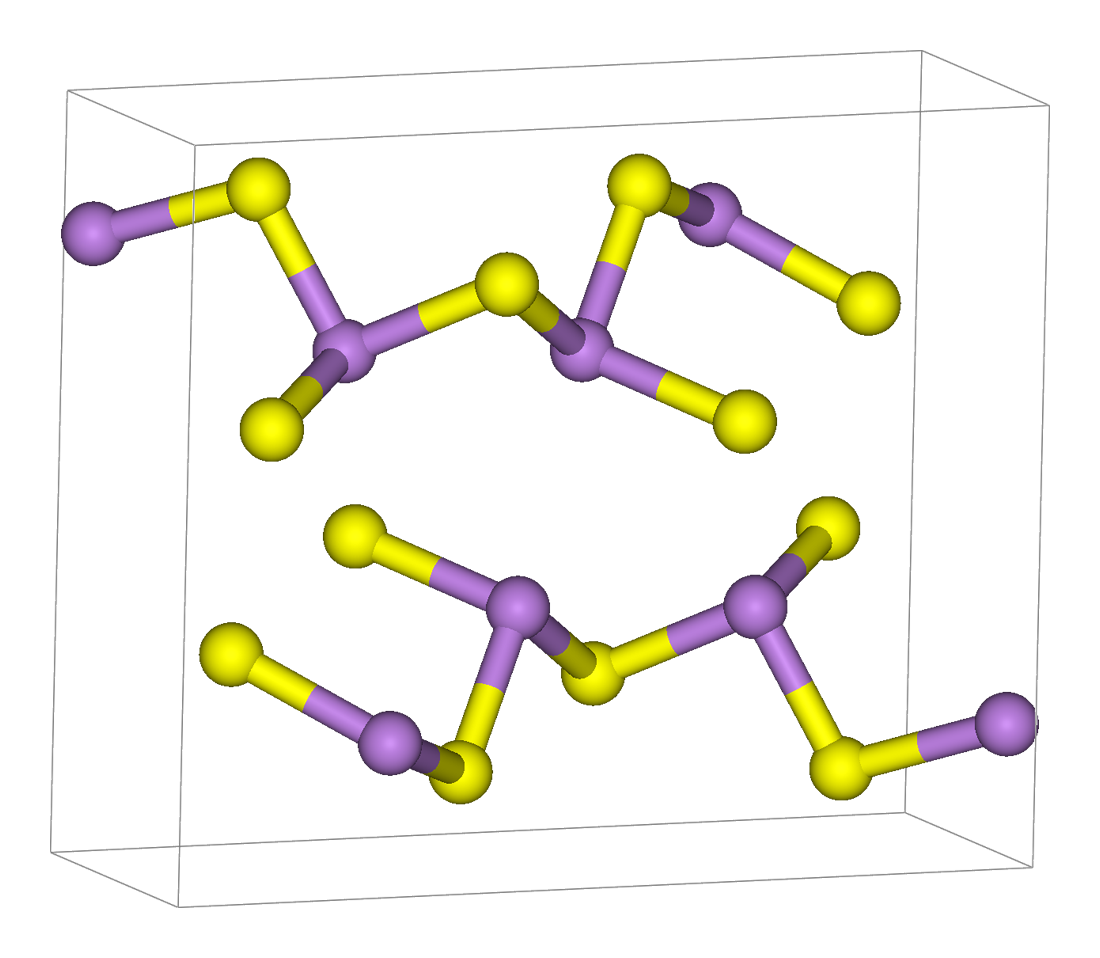
Cella elementare di As_{2}S_{3}.

Si conoscono derivati dei calcogeni per tutti gli elementi dei gruppi principali, esclusi i gas nobili. Le loro stechiometrie seguono in genere gli andamenti attesi, come ad esempio SiS2, B2S3, Sb2S3, ma ci sono varie eccezioni come ad esempio P4S3, un composto usato per la produzione dei fiammiferi accendibili ovunque. Le strutture di molti di questi composti non sono determinate da problemi di impacchettamento, ma dalla direzionalità dei legami covalenti.
Il calcogeno assume un numero di ossidazione positivo quando si lega con alogeni, azoto e ossigeno; di conseguenza questi composti non sono classificati come calcogenuri. Un esempio è SCl2. 